# 平原透雄
平原 透雄（ひらばる ゆきお、1983年2月25日 -）は、地方競馬の元騎手である。地方競馬教養センター騎手課程第78期生。兵庫県競馬組合所属の独身騎手7人で構成された「アイドル系ユニット」ADONOS7のメンバー。

## 来歴
2003年9月29日付けで地方競馬騎手免許を取得し、謝良文厩舎からデビュー。同年10月7日第13回園田競馬1日目第4競走C61組3歳以上条件戦ミハラエースで初騎乗（11頭立て3番人気3着）。同年11月26日第17回園田競馬1日目第2競走C42組2歳以上条件戦をミハラエースで優勝（12頭立て4番人気）し、初勝利。
2006年8月30日第1回姫路競馬5日目第5競走D1一組3歳以上条件戦でメディアスローンに騎乗（9頭立て5番人気）していたが落馬、負傷し病院で診療の結果、胸髄損傷約3ヶ月の安静・加療を要する見込みと診断された 。
2007年3月2日第24回園田競馬の開催（3月6日～3月15日）から騎乗を再開すると発表された。同年10月17日平成19年度第2回シリーズ(7月～9月)の表彰式が行われ、敢闘賞を受賞した。
2008年1月3日謝良文調教師急逝に伴い、岡田利一厩舎に所属変更。同年3月25日付けで岡田利一厩舎から織田誠厩舎へと所属変更した。
2016年7月13日、地方競馬の調教師・騎手合格者が発表され、調教師補佐試験に合格。2016年8月1日付けで調教師補佐に転身する。
地方通算成績は5401戦237勝